# Lucius Cornelius Lentulus (Konsul 199 v. Chr.)
Lucius Cornelius Lentulus war ein römischer Senator, Politiker und Militär an der Wende vom 3. zum 2. Jahrhundert v. Chr.
Lucius Cornelius Lentulus gehörte zum Zweig der Lentuli der Familie der Cornelier und war der zweite Sohn des Konsuls von 237 v. Chr., Lucius Cornelius Lentulus Caudinus. Er diente unter Publius Cornelius Scipio Africanus im Kampf gegen die Karthager auf der Iberischen Halbinsel und bekam nach Scipios Abberufung Ende 206 v. Chr. als dessen Nachfolger ein prokonsularisches imperium für den weiteren Krieg in Spanien, obwohl er bis dato noch nie ein offizielles Amt bekleidet hatte. Somit bekam er dieses imperium quasi als Privatmann. 205 v. Chr. bekleidete er Livius zufolge mit seinem älteren Bruder Gnaeus auch das Amt eines kurulischen Ädils. Trotz des Amtes sei er in diesem und in den folgenden Jahren in Spanien geblieben. Die Wahl zum und das amtieren als Ädil in Abwesenheit sind jedoch sehr ungewöhnlich, sodass möglicherweise eine Verwechslung mit Publius Cornelius Lentulus vorliegt (Prätor im Jahr 203 v. Chr.). Zusammen mit Lucius Manlius Acidinus schlug er 205 v. Chr. den aufständischen Häuptling der Ilergeten, Indibilis, der dabei fiel. Nachdem Lentulus das Kommando mehrmals verlängert worden war, verließ er 200 v. Chr. den iberischen Kriegsschauplatz und wurde nach seiner Rückkehr nach Italien wegen seines Status als Promagistrat mit außerordentlichem imperium nicht wie von ihm gewünscht mit einem Triumph für seine Erfolge in Spanien geehrt. Er konnte aber erreichen, dass ihm wenigstens eine ovatio gewährt wurde.
199 v. Chr. gelangte Lucius Cornelius Lentulus an der Seite von Publius Villius Tappulus zum höchsten regulären Amt der Römischen Republik, dem Konsulat. In dieser Funktion führte er zunächst die Geschäfte in Rom. Der in Oberitalien befindliche Prätor Gnaeus Baebius Tamphilus wurde unterdessen bei einem eigenmächtigen Einfall in das Gebiet der Insubrer unter schweren Verlusten geschlagen, woraufhin Lentulus herbeieilte, Baebius scharf kritisierte und zum Verlassen der Provinz aufforderte. Allerdings trug Lentulus nun bis 198 v. Chr. in Oberitalien auch nur historisch unbedeutende Schlachten aus.
Nach dem Ende des zweiten makedonisch-römischen Krieges wurde Lentulus vom Senat 196 v. Chr. als Gesandter zu Antiochos III. in den Osten geschickt, um in den seleukidisch-ptolemäischen Auseinandersetzungen wegen Antiochos’ Eroberungen ptolemäischer Besitzungen in Kleinasien zu vermitteln. Lentulus und drei Mitglieder einer in Griechenland tätigen römischen Zehnmännerkommission trafen mit dem Seleukidenkönig in Lysimacheia zusammen. Die Römer verlangten von Antiochos III., dass er die eroberten ptolemäischen Städte räumen sollte. Der seleukidische Herrscher hatte aber offenbar schon vorher mit dem alexandrinischen Hof verhandelt und entgegnete den davon nichts wissenden Römern in Lysimacheia, er wolle mit Ptolemaios V. in ein freundschaftliches Verhältnis treten und mit diesem sogar familiäre Bande knüpfen. Als die Teilnehmer der Konferenz von Lysimacheia erfuhren, dass der ägyptische König gestorben sei, führte diese sich später als unrichtig herausstellende Nachricht zum Ende der Unterhandlungen. Vielleicht unternahm Lentulus dann eine Reise nach Alexandria.